# Hardware Compatibility List
Pour les articles homonymes, voir HCL.
Hardware Compatibility List (HCL ; en français, liste de matériels compatibles) est une liste éditée par un éditeur de logiciel et indiquant les compatibilités entre les matériels du marché et ses programmes.
Microsoft édite et maintient à jour une liste de matériels compatibles avec ses systèmes d'exploitation, tout comme les éditeurs de Linux ou VMware.